# Helvella fusca
Helvella fusca (Claude Casimir Gillet, 1879) din încrengătura Ascomycota, în familia Helvellaceae și de genul Helvella este o specie saprofită de ciuperci comestibile rară care însă apare uneori în cantități considerabile, fiind o descompunătoare ulterioară. O denumire populară nu este cunoscută. Ea trăiește în România, Basarabia și Bucovina de Nord sociabil în grupuri mai mari sau mai mici, pe soluri argiloase de marnă calcaroase, cu predilecție la poalele plopilor sau frasinilor prin păduri de foioase precum în cele mixte, mai departe prin parcuri și grădini, iubind regiuni mai călduroase. Apare de la câmpie la deal din (aprilie) mai până iunie (iulie).

## Taxonomie

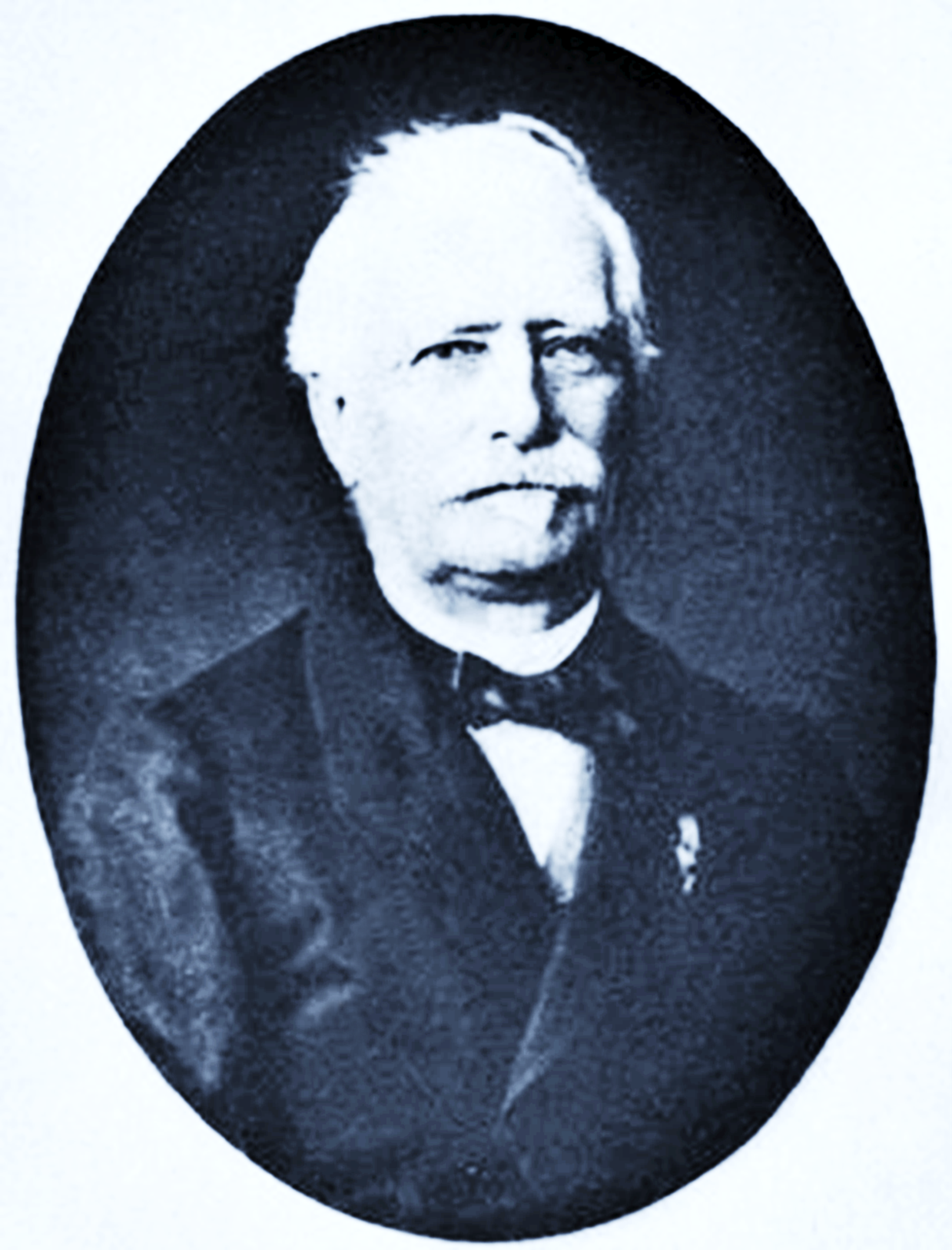
Claude Casimir Gillet

Deja în anul 1791, specia a fost descrisă de savatul francez Bull., drept Helvella elastica var. fusca în volumul 1 al lucrării sale Histoire des champignons de la France, dar se pare că descrierea nu a fost destul de exactă. De aceea, numele binomial hotărât este Helvella fusca, determinat de micologul francez Claude Casimir Gillet în volumul 1 al marii sale opere (10 volume) Champignons de France, fiind tot numele curent valabil (2024). 
De asemenea, acceptate sunt și variațiile Helvella fusca var. bresadolae precum Helvella fusca var.  gyromitroides. Alte sinonime nu au fost create.
Epitetul specific se referă laadjectivul latin (latină fuscus, -a, um=de culoare închisă, negricios, sumbru), datorită culorii corpului fructifer exterior.

## Descriere

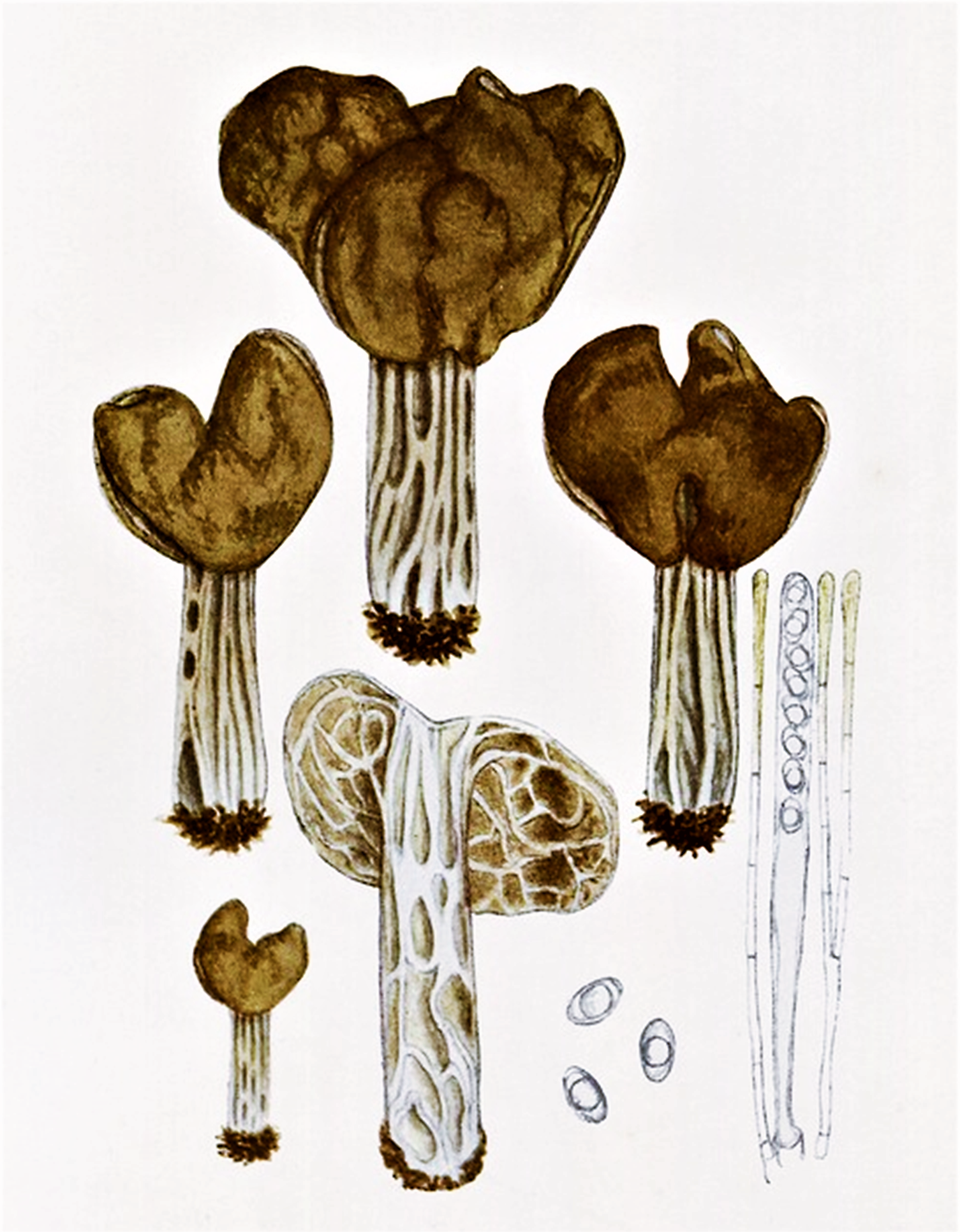
Bres. - Helvella fusca

- Corpul fructifer: cu o înălțime de 3-8 cm și un diametru  de 2-5,5 cm are o formă aspră, neregulată, lobată sau pliată adoptând de obicei o formă de șa umflat încrețită cu doi până la trei lobi ascuțiți. Coloritul exterior tinde de la ocru-maroniu la brun negricios. Suprafața sterilă (partea inferioară) albicioasă sau crem, ceva mai ocracee la exemplarele mai bătrâne este încrețită ca o plasă sau prevăzută cu nervuri înălțate caracteristic care formează uneori un fel de reticul lat, nu rar anastomozat. Atunci când ciuperca sporulează, sporii albi de masă sunt perceptibili sub formă de pulbere care se eliberează atunci când specimenul este scuturat.
- Piciorul: de 3-5 cm înălțime și până la 2 cm lățime este mai mult sau mai puțin cilindric, adesea lărgit la bază. Suprafața prezintă coaste lungi dispuse longitudinal, neregulate, rar alveolate, dar anastomozate, fiind străbătut în interior de cavități neregulate și alungite. Coloritul este albicios cu o atingere de ocru slab sau brun deschis, devenind în vârstă ocru.
- Carnea: otrăvitoare când odată ingerată crud, este albicioasă până la gri deschis, destul de subțire, în pălărie fragilă, în picior mai robustă și elastică, având un miros imperceptibil până la slab fungic precum un gust blând și dulcișor. Buretele este atacat în mod regulat de un mucegai alb anume Hypomyces cervinigenus.[4][5][6]
- Caracteristici microscopice: are spori lat elipsoidali, netezi, nu rar cu o ornamentație în formă de picurat, hialini (translucizi), cu o picătură mare în centru, asociată uneori de câteva mai mici, având o mărime de 15-17,8 (20) x 8,6 (10)-12,3 (13,3) microni. Pulberea lor est albă. Ascele cilindrice care poartă 8 spori fiecare măsoară (280) 300- 340 x 16-20 microni, sunt cilindrice, pediculate și cianofile. Parafizele (celule sterile între asce) brun până la ruginiu translucide de 3,9-10,2 µm sunt clavate la vârf. Subhimnenul de 80-100 µm, adesea cu celule în formă de butoi până la poligonale late de 10-25 µm, gri-brun de intensitate mediocră este mai cianofil decât celelalte straturi. Excipul (țesut marginal circular care formează bordul apoteciilor) mediu de 300-1050 µm, cu o textura neregulată cu forme celulare foarte diverse are hife de 2-20 (25) µm grosime fiind gri-hialine până hialine precum cianofile. Excipul exterior de 70-115 µm constă din lanțuri de hife prismatice, alternând cu lanțuri mai late de forme diferite, celula de vârf fiind clavată. Palisadele adânc cianofile sunt tare ondulate. Coloritul lor este brun-hialin până la puternic ruginiu, uneori dungate longitudinal, în special la bază.[12][6]
- Reacții chimice: nu sunt cunoscute.[6]

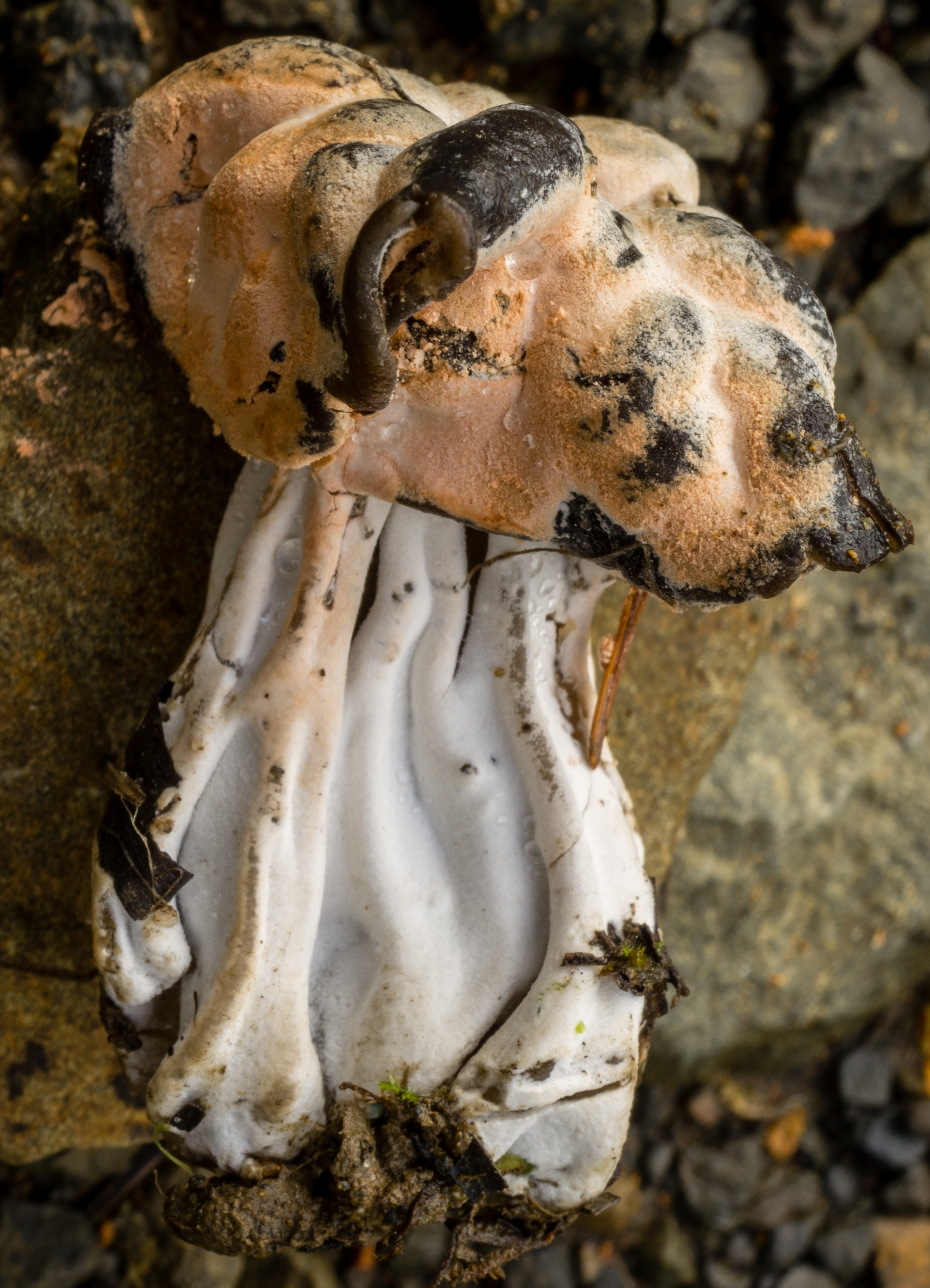
H. fusca atacată de Hypomyces cervinigenus

## Confuzii
Helvella fusca poate fi confundată cu specii asemănătoare, cu toate de comestibilitate restrânsă, ca de exemplu: Gyromitra infula tânără, Helvella acetabulum (comestibilă), Helvella albella, Helvella atra, Helvella capucina, 'Helvella compressa (comestibilă), Helvella elastica, Helvella ephippium, Helvella lacunosa, Helvella monachella, Helvella pezizoides,+ imagini Helvella queletii, Helvella solitaria, sau cu Helvella spadicea.

## Specii asemănătoare în imagini

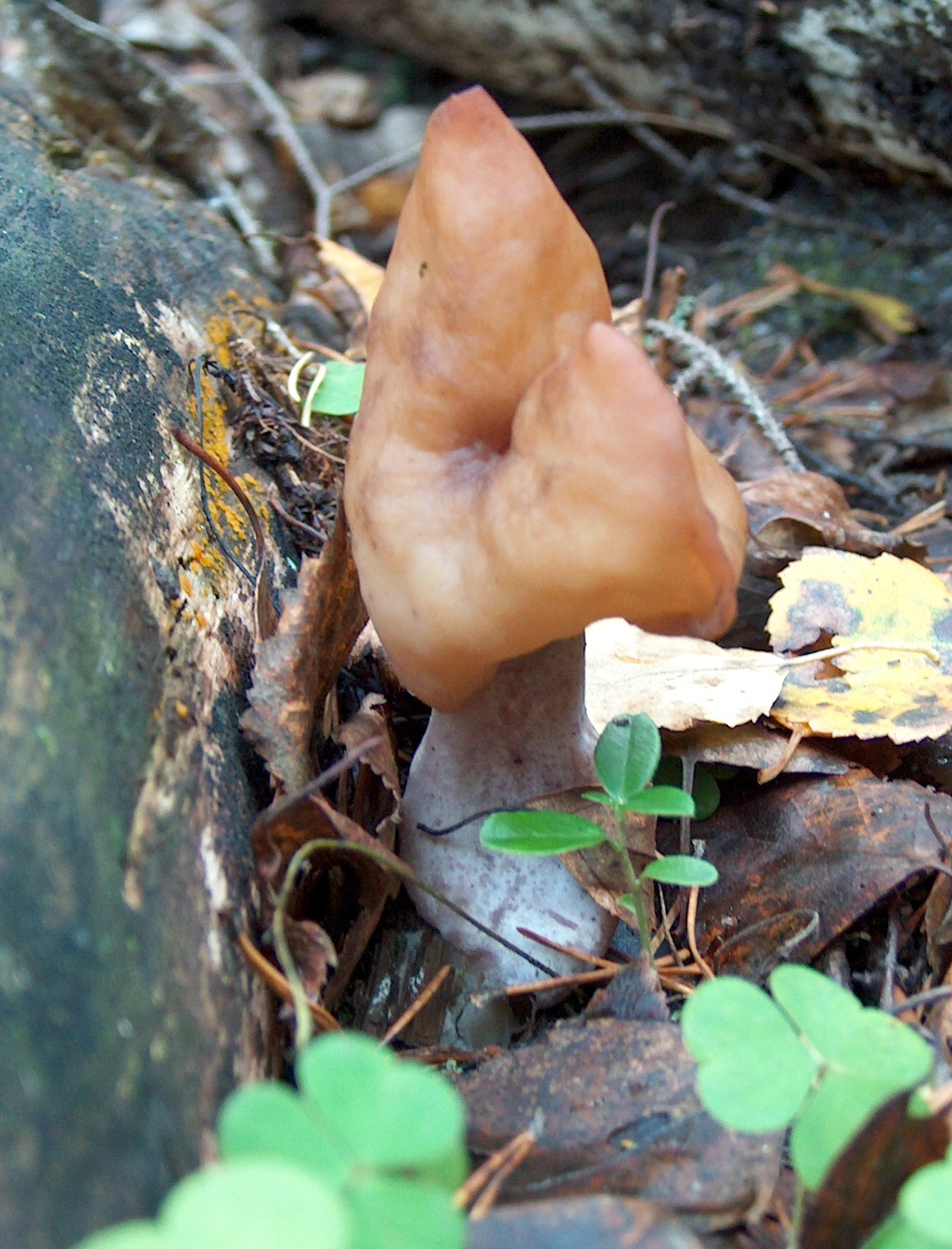
Gyromitra infula
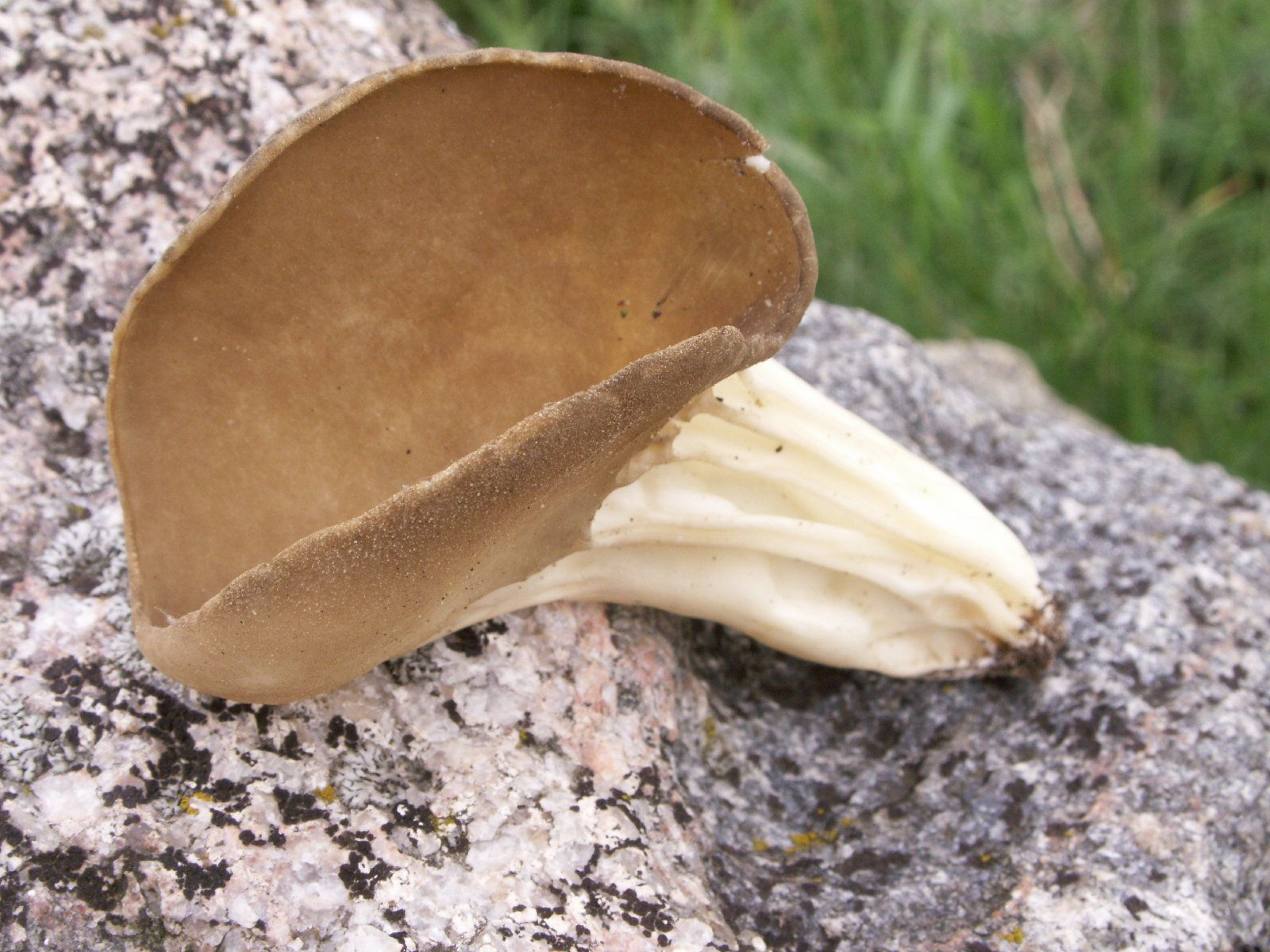
Helvella acetabulum
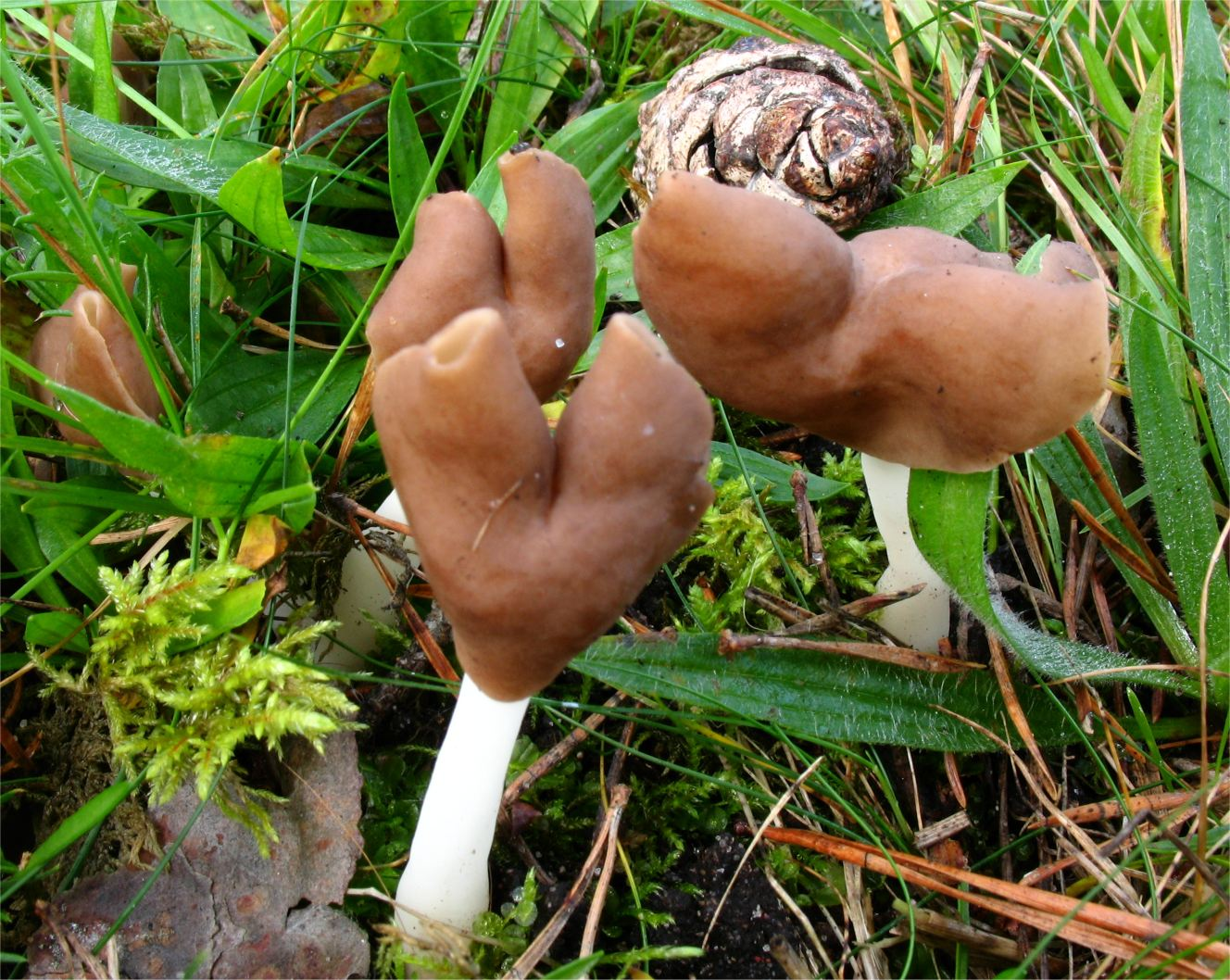
Helvella albella
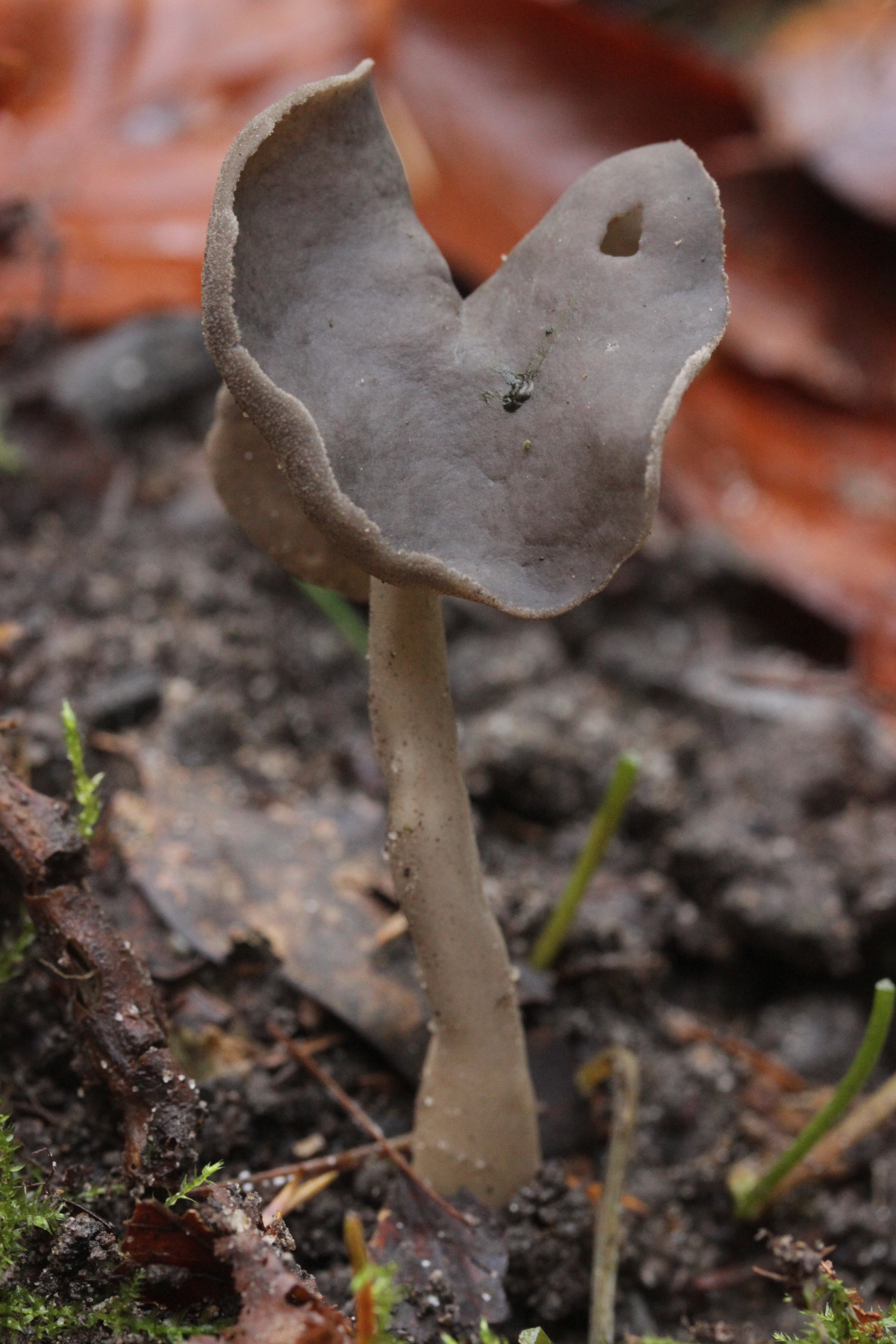
Helvella atra
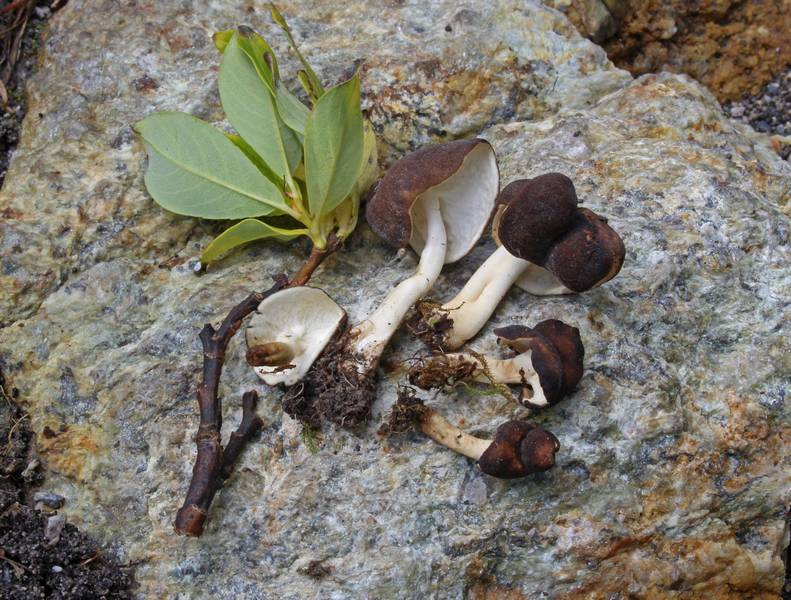
Helvella capucina

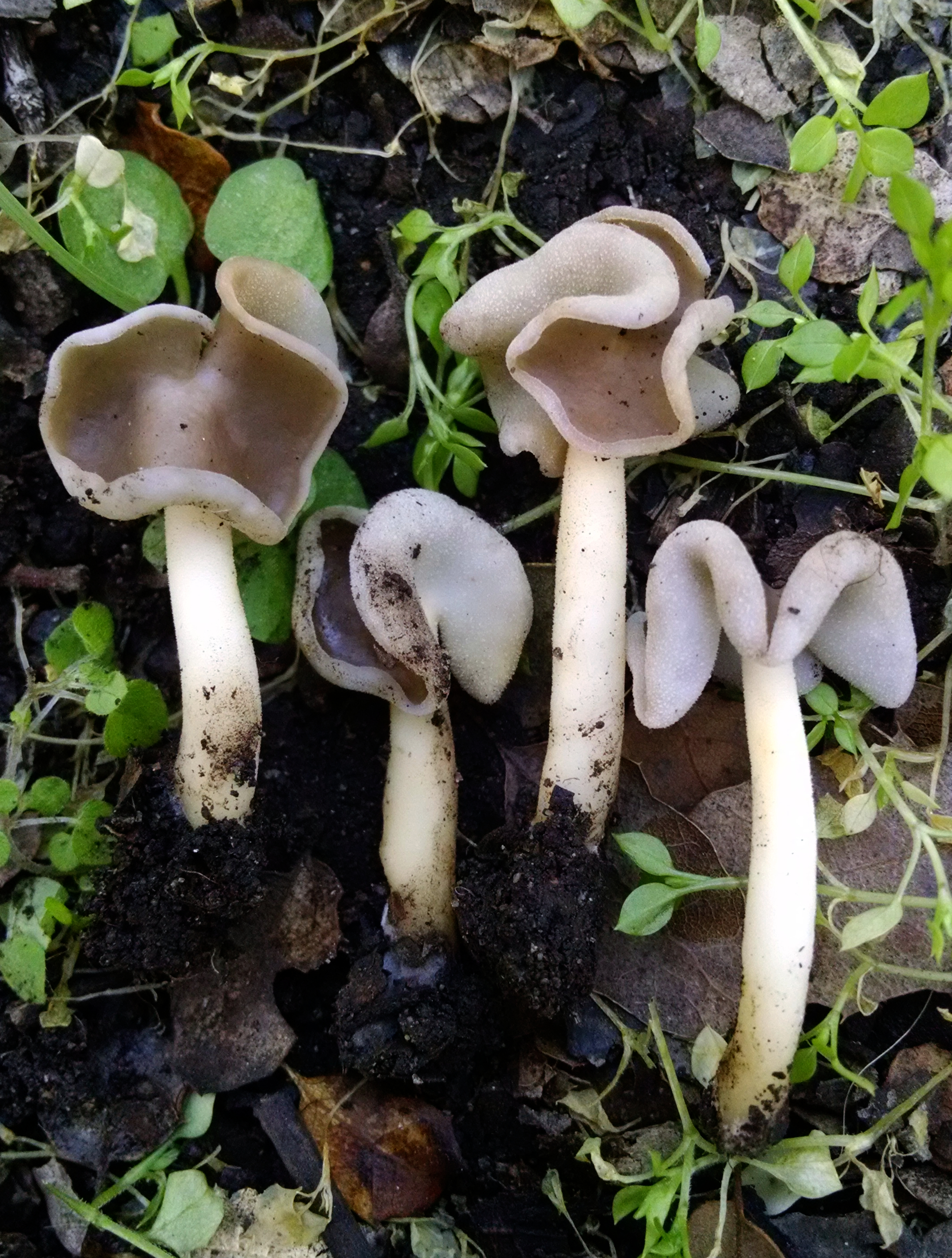
Helvella compressa
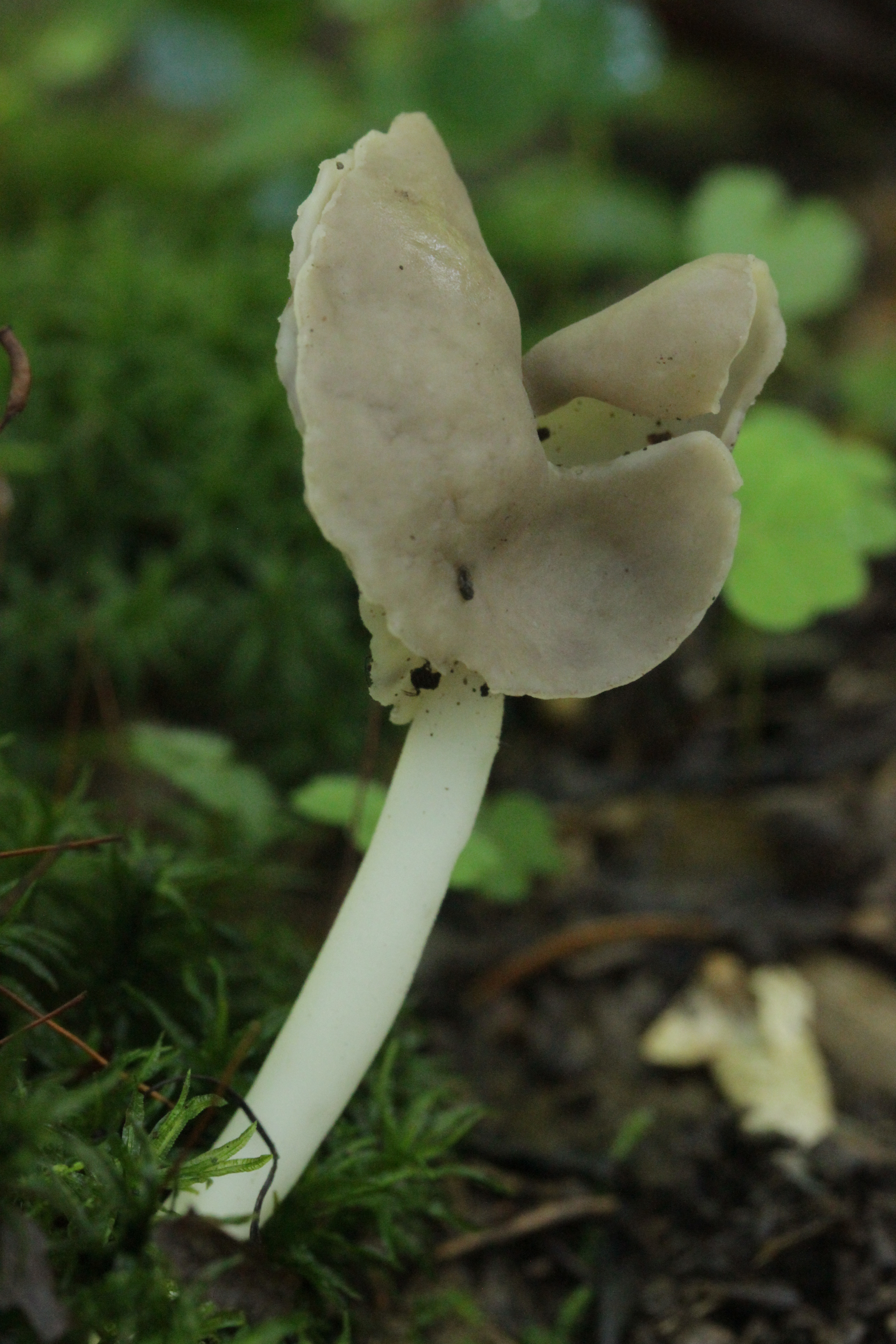
Helvella elastica
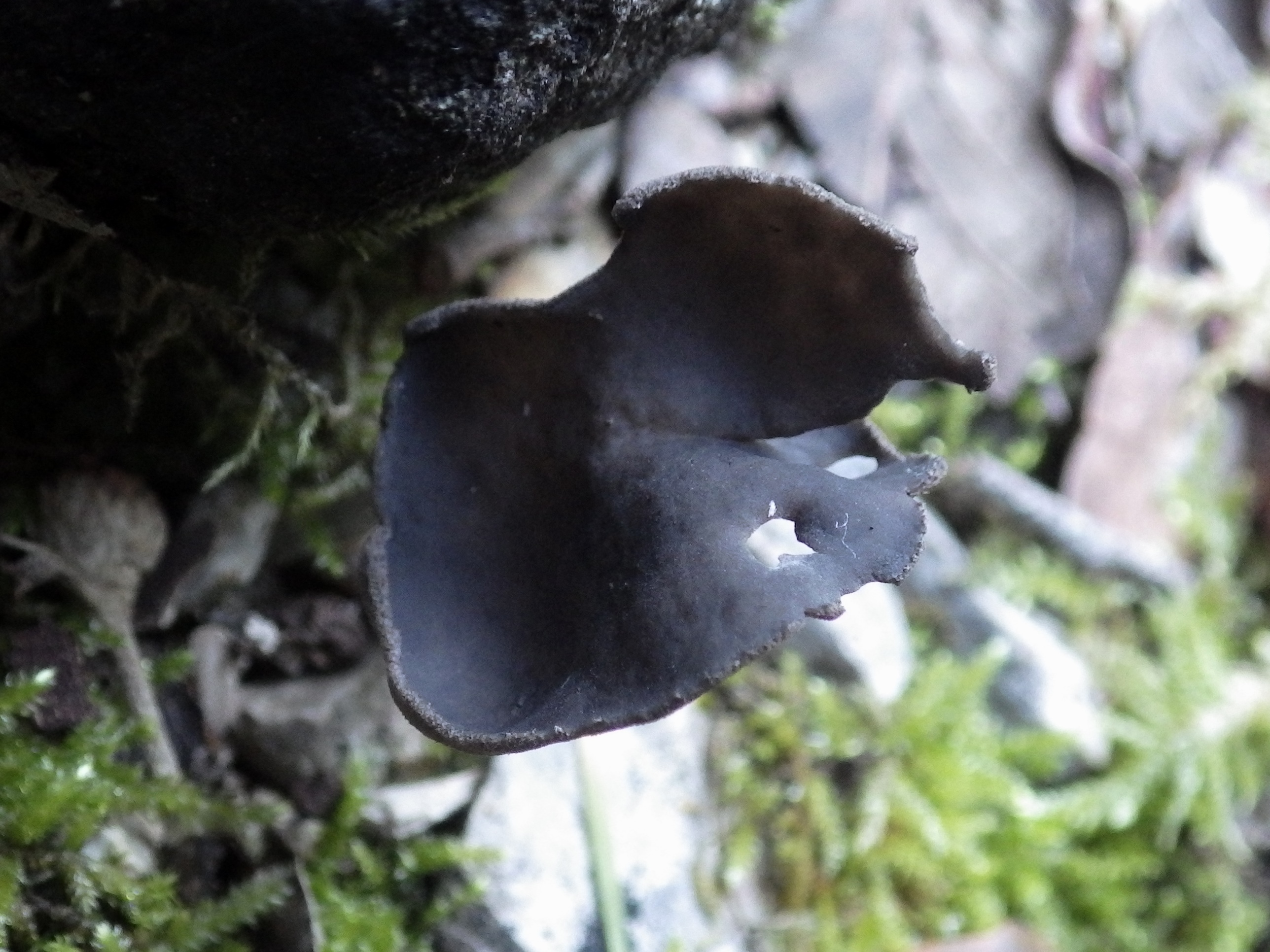
Helvella ephippium
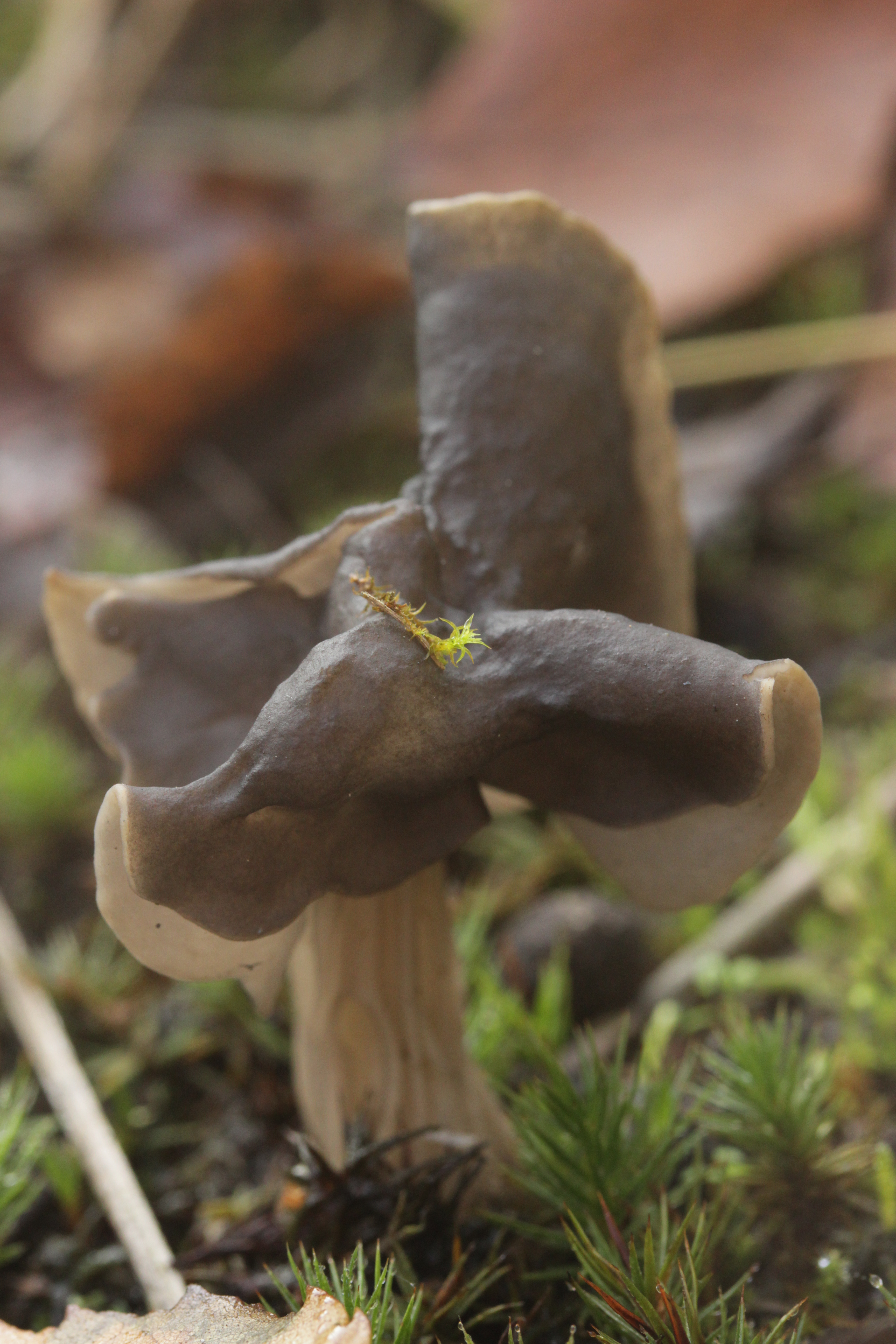
Helvella lacunosa

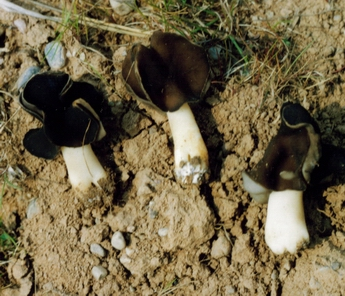
Helvella monachella
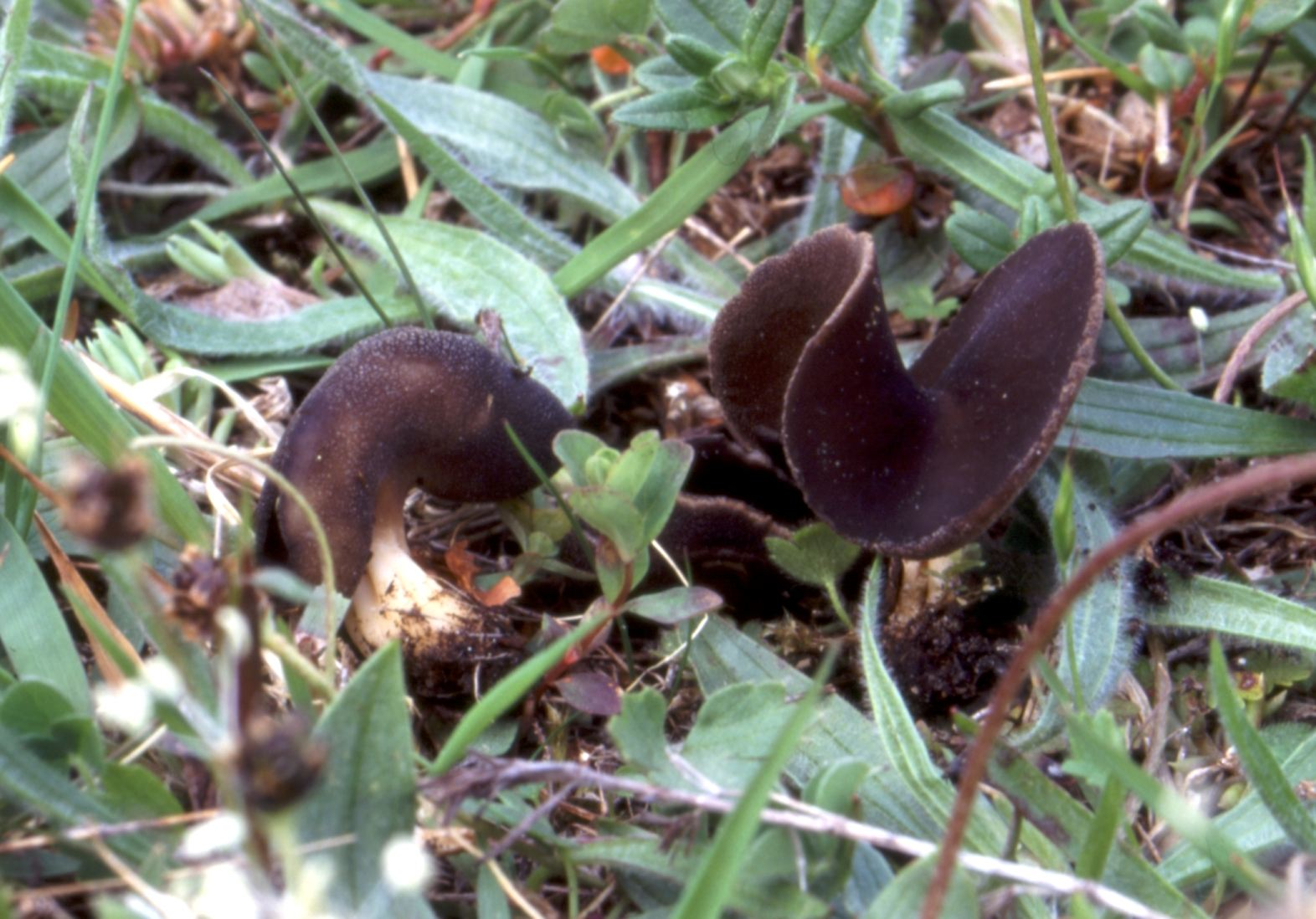
Helvella queletii
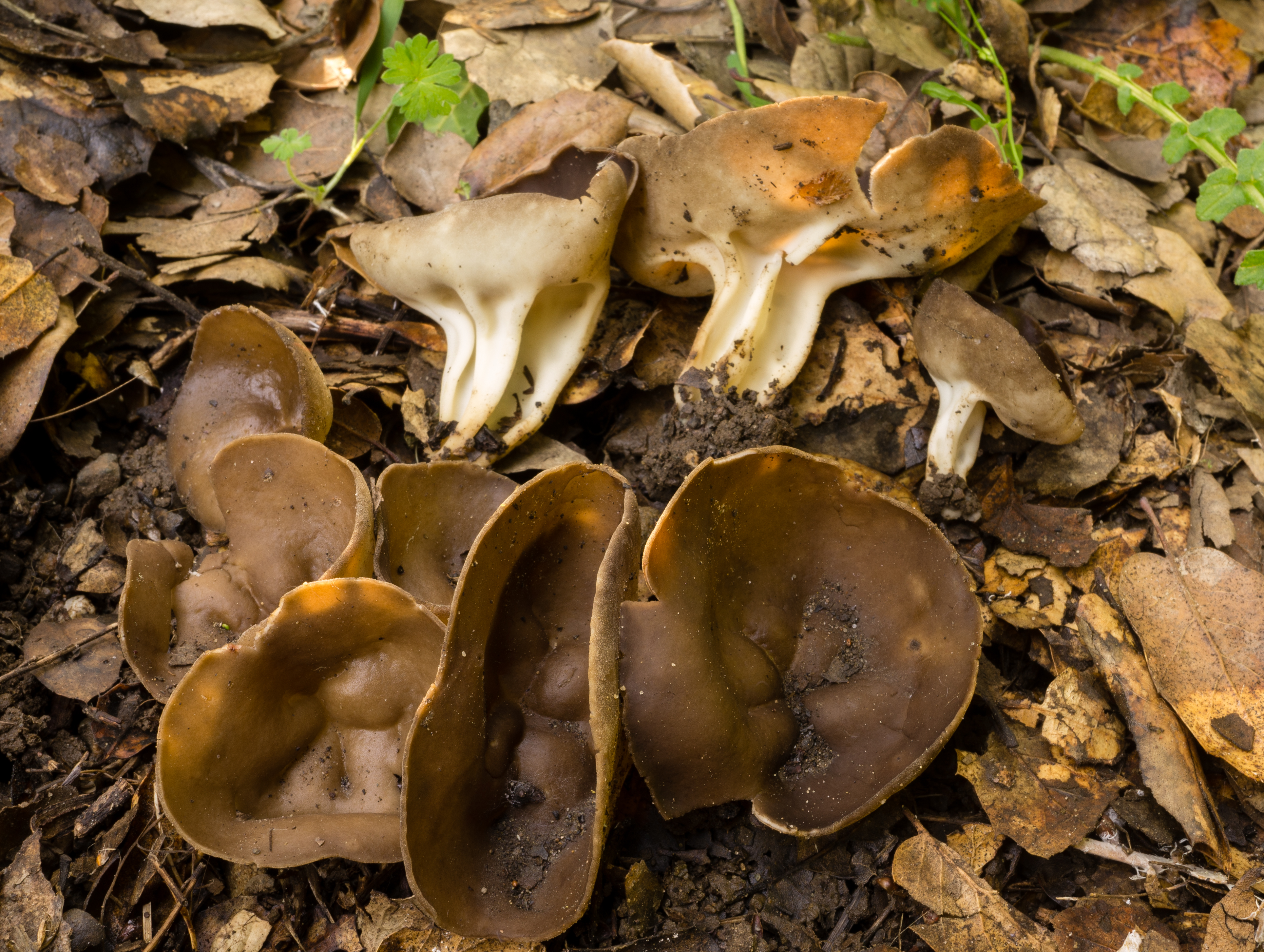
Helvella solitaria
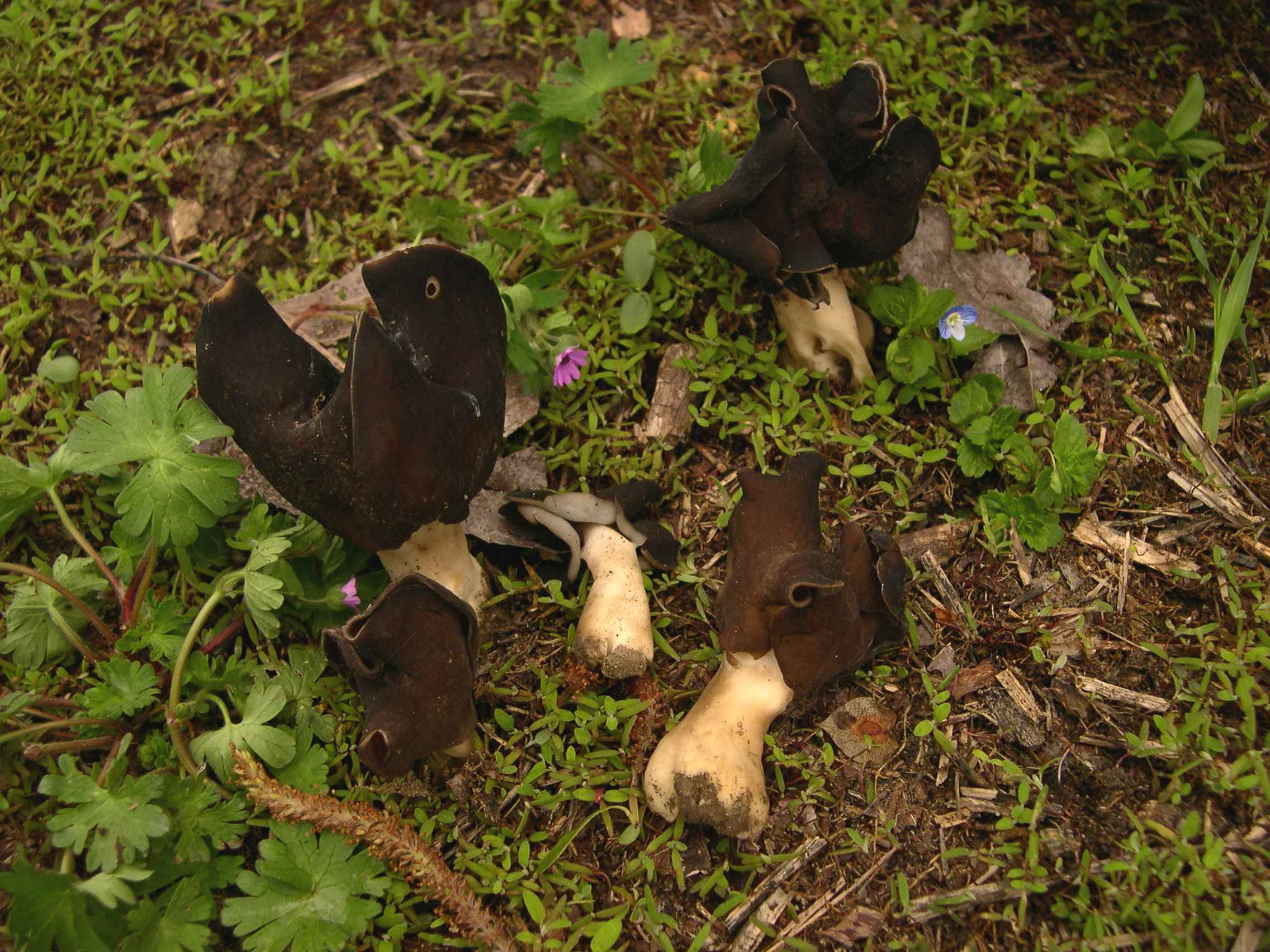
Helvella spadicea

## Valorificare
Helvella fusca este comestibilă și de calitate mediocră, dar și ea conține ceva giromitrină. De aceea trebuie gătită cel puțin 15-20 de minute pentru ca toxina prezentă să se evaporeze. După ce specia este devenită foarte rară, se recomandă cruțarea ei, fiind lăsată la loc.

## Bibiliografie
- Bruno Cetto: „I funghi dal vero”, vol. 1-7, Editura Arte Grafiche Saturnia, Trento 1976-1993 (pentru cercetarea în total)
- Óscar García Cardo, José María García Cardo: „Guía de setas de la provincia de Cuenca”, Editura Ediciones de la Universidad de Castilla-La Mancha, Cuenca 2019, ISBN: 978-84-9044-345-3
- Francisco de Diego Calonge: „Guía de bolsillo para el buscador de setas”, Editura Edizioni Mundi-Prensa, Madrid-Barcelona-Mexico 2009, ISBN: 978-84-8476-375-8
- Andreas Gminder, Peter Karasch: „Das Kosmos Handbuch Pilze: Mit über 1200 Zeichnungen“ - 1400 Arten im Porträt“, Editura Franckh-Kosmos, Halberstadt 2023, ISBN 978-3-440-17027-4
- Michael Henning: „Handbuch für Pilzfreunde”, vol. II, Editura Quelle & Meyer, Leipzig 1971
- German Josef Krieglsteiner (ed.), Andreas Gminder: „Verbreitungsatlas der Großpilze Deutschlands (West)“, Editura Ulmer, Stuttgart 1991, ISBN 3-8001-3536-1
- Edmund Michael, Bruno Hennig: „Handbuch für Pilzfreunde” vol. 2: „Nichtblätterpilze (Pilze ohne Blätter)“, Editura G. Fischer, Stuttgart 1958
- Meinhard Michael Moser: „Kleine Kryptogamenflora der Pilze – vol. II a.: „Höhere Phycomyceten und Ascomyceten”, Editura Gustav Fischer, Jena 1963
- Ch. G. Nees von Esenbeck, Th. Fr. Ludw. Nees von Esenbeck: „Anhang und Nachträge”, reeditare. Editura Walter de Gruyter GmbH & Co KG, Berlin 2019, ISBN: 978-3111-62793-9
- Juan Antonio Sánchez Rodríguez: „Setas comestibles y tóxicas. Diferencias y semejanzas”, Editura Ediciones Mundi-Prensa, Madrid 2012, ISBN: 978-84-8476-507-3
- Helmuth Schmid-Heckel: „Zur Kenntnis der Pilze in den Nördlichen Kalkalpen: Mykologische Untersuchungen im Nationalpark Berchtesgaden”, Editura Berchtesgadener Anzeiger, Berchtesgaden 1985, ISBN: 978-3-922-32507-9